# Scarlet Pleasure
Scarlet Pleasure er en dansk pop- og R&B-trio bestående af Emil Goll (forsanger), Joachim Dencker (trommeslager) og Alexander Malone (bass). Bandets medlemmer har kendt hinanden siden de var teenagere. Singler som "What a life", "Déjá vu", "Good Together" og "Limbo" har gjort trioen populær i Danmark
Debutsinglen "Windy" fra 2014 gav bandet deres folkelige gennembrud. Sangen blev P3's Uundgåelige i februar samme år. Siden 2014 har Scarlet Pleasure fået flere og flere fans og nydt ros fra store dele af det danske anmelderkorps.
Scarlet Pleasure har siden 2014 spillet flere udsolgte koncerter, og den har modtaget flere guld– og platinbelønnede singler, EP’er og albums. Scarlet Pleasure har vundet flere store priser, heriblandt Danish Music Awards 2017, P3 Guld 2017 og MTV EMA 2018.  Gruppen er hyppigt afspllet bl.a. på musiktjenesten Spotify.

## Musikkarriere

### Opstart (2006-2014)
Scarlet Pleasure blev dannet, da Emil Goll, Alexander Malone og Joachim Dencker mødte hinanden på Rudolf Steiner-skolen Vidar i Gentofte. Emil Goll og Alexander Malone mødte hinanden i 2. klasse og startede kort tid efter rapgruppen "Mors Drenge". I starten fik de hjælp til indspilning af musikken af Alexander Malones onkel, Bo Rasmussen, også kendt som Bossy Bo fra rapgruppen Østkyst Hustlers. ”Mors Drenge” gik i opløsning i 6. klasse, men drømmen om at starte et band blev til virkelighed, da trommeslager Joachim Dencker startede på skolen i 7. klasse. 
Et år efter besluttede de tre venner sig for at starte et rockband, der var en hyldest til deres idoler fra Red Hot Chili Peppers. Siden har det amerikanske rockband har altid været en inspirationskilde for Scarlet Pleasure.
Efter gymnasiet rejste trioen til USA for at følge deres idolers fodspor og udleve deres musikalske drøm. Jagten på succes i USA endte dog ikke som forventet, og Scarlet Pleasure måtte en tur tilbage til Danmark og starte forfra.[kilde mangler] Umiddelbart efter returen udgav bandet hittet "Windy". Sangen blev en af P3's Uundgåelige i februar 2014 og blev senere på året kåret som vinder af prisen ”Årets Uundgåelige” af P3’s lyttere.
I gruppens første år var der en del udskiftning i bandet. Johannes Lassen Platz, en anden af drengenes klassekammerater fra Vidarskolen, var med til at starte bandet, og spillede guitar fra 2006-2010. Ligeledes var Andreas Dencker Christiansen, storebror til trommeslager Joachim Dencker Christiansen, guitarist i bandet fra 2007-2010. I perioden op til Scarlet Pleasures gennembrud var Louis Samson Myhre, senere kendt som forsanger i bandet Julias Moon, medlem af Scarlet Pleasure som pianist og korsanger (2011-2013). Samson kendte de andre medlemmer fra Vidarskolen i Gentofte, og delte fx adresse med forsanger Emil Goll i en periode.
Louis Samson besluttede dog at gå egne veje og dannede Julias Moon sammen med Oliver Kincaid og Nicolai Gabold. De to grupper skulle efterfølgende blive sammenlignet og forvekslet utallige gange.

### Starten på succes,Mirage(2014-2015)
Det nye radiohit ”Windy” kickstartede Scarlet Pleasures professionelle karriere. ”Windy” var den femte mest spillede sang på P3 og P4 i 2014.[kilde mangler] Udover at være et radiohit banede sangen også vejen til underskrivelse af en pladekontakt med Copenhagen Records. Scarlet Pleasures første koncert efter udgivelsen af ”Windy” var til en privatfest i en lejlighed på Refshaleøen i 2014. Koncerten blev filmet og udgivet på videotjenesten Youtube. I juni 2014 spillede Scarlet Pleasure deres officielle debutkoncert på Lille Vega, som blev udsolgt på kort tid. Den 22. september 2014 udkom EP'en "Mirage”, som blandt andet indeholdte singlerne ”Under The Palm Trees”, ”The Strip” og førnævnte ”Windy”. EP’en gik platin og høstede gode anmeldelser.
Singlen ”Under The Palm Trees” blev co-produceret af hitmageren Brandon Beal, og introducerede palmen både i tekst og musikvideo.  Singlen gik guld tirsdag den 3. oktober 2017.
”The Strip” opnåede national opmærksomhed, da gruppen Citybois optrådte med nummeret som deltagere i DR’s underholdningsprogram X factor. Herefter hjalp Scarlet Pleasure den unge gruppe med at skrive deres første single ”Things We Do”.  Citybois åbnede X Factor-finaleshowet med singlen den 27. marts 2015 i Boxen i Herning. Singlen debuterede på en fjerdeplads på hitlisten, og slog dermed vinderen af X Factor, Emilie Esther, hvis single ”Undiscovered” blev nr. 10 på listen. ”Things We Do” modtog guld i juli 2015.

### Youth Is Wasted On The Young(2015-2016)
Den 16. marts 2015 udsendte Scarlet Pleasure singlen "HEAT" - en popsang inspireret af Michael Jackson, som blev produceret af David Mørup og mixet af Jean-Marie Horvat. Singlen gik guld den 30. juni 2015 og var den ottende mest spillede sang samlet set på P3 og P4 i 2015, samt den tredje mest spillede danske sang i dansk radio samme år. Hittet blev akkompagneret af en udfordrende og 90'er-inspireret musikvideo.
På debutalbummet "Youth Is Wasted On The Young" (2015) kunne Scarlet Pleasure løfte sløret for nye samarbejdskonstellationer. Numrene "Moments", ”Midnight”, ”Soldier” og ”Sometimes” fra debutalbummet blev skabt i samarbejde med Om'mas Keith, der er producer for den amerikanske r&b-sanger Frank Ocean. Debutalbummet” Youth Is Wasted On The Young” gik platin tirsdag den 10. februar 2018.
Den 22. maj 2015 spillede Scarlet Pleasure sammen med Julias Moon til Fredagsrock i Tivoli, hvor der var over 30.000 tilskuere. Forlystelsesparken måtte lukke portene inden de gik på, da maxkapaciteten på 38.000 mennesker var nået. 14 dage senere gentog scenariet sig, da arrangørerne på Northside Festival, inden bandets eftermiddagskoncert, måtte lukke portene til P6 Beat Scenen for første gang i festivalens historie.

### "Limbo" og "Lagune" (2017-2019)
I 2017 udgav gruppen de to EP'er Limbo og Lagune, der indeholdt succesfulde sange som "Déjá vu", "Good Together" og "Limbo". EP’erne har modtaget ros fra anmelderne. De sidstnævnte singler har sammenlagt over 44 millioner afspilninger på musiktjenesten Spotify.[kilde mangler] Singlen ”Déjá vu” vandt også ”Årets Hit” ved Danish Music Awards i 2017, årets lytterhit på P3 i 2017, The Voice Prisen 2017 og ”Årets Hit” til Zulu Awards 2018. Scarlet Pleasure sluttede 2018 af med at vinde ”Best Danish Act” ved MTV Europe Music Awards i Bilbao i Spanien d. 4. november. 
DR’s dokumentar Vi er Scarlet Pleasure var med til at vise flere sider af bandet. Dokumentaren blev senere i 2018 fulgt op af DR’s Musikdok, som blev vist i fire dele, hvor man fulgte Scarlet Pleasures første udenlandske koncerter. Den 12. april 2019 udgav Scarlet Pleasure deres nyeste single ”24/7”. De spillede singlen live samme dag i X-factor finalen, og sangen gik guld tirsdag den 30.juli samme år.

### Garden og What a Life (2020-nu)
I 2020 udgav gruppen deres andet studiealbum Garden, som pladeselskabet også efter udgivelsen af albummet kom flere sange på.
Samme år som udgivelsen af Garden, så kom den danske filminstruktør og manuskriptforfatter Thomas Vinterberg ud med sin dramafilm Druk. Titelsangen til denne film er bandets sang fra 2019 What a Life, som på udgivelsen af sangen ikke streamede særlig bemærkelsesværdigt. Druk var med til at løfte og genoplive sangen, og nu blev bandet for alvor stort i Danmark. Til Oscar-prisuddelingen i 2021 vandt Druk "Årets Bedste Fremmedsprogede Film", og What a Life blev spillet under Oscar-natten.

## Diskografi

### Album
- Youth Is Wasted on the Young (2016)
- Garden (2020)

### EP'er
- Mirage (2014)
- Limbo (2017)
- Lagune (2017)
- Garden (2020)

### Singler
| År                                                       | Titel                  | Højeste placering | Højeste placering | Certificering | Album                        |
| År                                                       | Titel                  | Track             | Airplay           | Certificering | Album                        |
| -------------------------------------------------------- | ---------------------- | ----------------- | ----------------- | ------------- | ---------------------------- |
| 2014                                                     | "Windy"                | 26                | —                 | - Guld        | Mirage                       |
| 2014                                                     | "Under the Palm Trees" | —                 | —                 | - Guld        | Mirage                       |
| 2014                                                     | "The Strip"            | —                 | 9                 | - Guld        | Mirage                       |
| 2015                                                     | "Heat"                 | 14                | 1                 | - Platin      | Youth Is Wasted on the Young |
| 2015                                                     | "Wanna Know"           | —                 | 3                 |               | Youth Is Wasted on the Young |
| 2016                                                     | "Casual"               | —                 | 2                 | - Guld        | Youth Is Wasted on the Young |
| 2017                                                     | "Fade In"              | —                 | —                 |               | Youth Is Wasted on the Young |
| 2017                                                     | "Deja Vu"              | 4                 | 1                 | - 2× Platin   | Limbo                        |
| 2017                                                     | "Limbo"                | 3                 | 18                | - 2× Platin   | Limbo                        |
| 2017                                                     | "Good Together"        | 5                 | —                 | - Platin      | Lagune                       |
| 2017                                                     | "Unreliable"           | 17                | —                 | - Guld        | Lagune                       |
| 2018                                                     | "Let Go"               | 21                | —                 |               |                              |
| 2018                                                     | "Superpower"           | —                 | —                 |               |                              |
| 2019                                                     | "What a Life"          | 27                | —                 | - Platin      |                              |
| 2019                                                     | "24/7"                 | 11                | —                 | - Platin      |                              |
| 2020                                                     | "Better"               | —                 | —                 |               | Garden                       |
| 2020                                                     | "SOS"                  | —                 | —                 |               | Garden                       |
| "—" markerer en udgivelse der ikke opnåede en placering. |                        |                   |                   |               |                              |